# (100317) 1995 MJ3
(100317) 1995 MJ3 es un asteroide perteneciente al cinturón de asteroides, descubierto el 25 de junio de 1995 por el equipo del Spacewatch desde el Observatorio Nacional de Kitt Peak, Arizona, Estados Unidos.

## Designación y nombre
Designado provisionalmente como 1995 MJ3

## Características orbitales
1995 MJ3 está situado a una distancia media del Sol de 2,719 ua, pudiendo alejarse hasta 2,839 ua y acercarse hasta 2,599 ua. Su excentricidad es 0,044 y la inclinación orbital 7,394 grados. Emplea 1638 días en completar una órbita alrededor del Sol.

## Características físicas
La magnitud absoluta de 1995 MJ3 es 15,5. Tiene 4,892 km de diámetro y su albedo se estima en 0,051.